# Valério Vieira
Valério Octaviano Rodrigues Vieira (Angra dos Reis, 16 de novembro de 1862 — São Paulo, 26 de julho de 1941) foi um pintor e 
fotógrafo brasileiro da passagem do século XIX para o século XX.
Vieira, desde cedo, teve relacionamento com as artes. Chegou a cursar a Academia Nacional de Belas Artes no Rio de Janeiro. Em São Paulo, abriu seu estúdio na rua São Bento, depois transferido para rua XV de Novembro, que abrigava a maioria dos fotógrafos em São Paulo, desenvolvendo intensa atividade, fotografando personalidades e inovando em técnicas à época incipientes. Era bastante procurado por oferecer várias opções. Entre os retratos tradicionais, já famosos na sociedade paulistana, Vieira inventou a moda dos de formatura e, em preto e branco, imortalizou muitos bacharéis da Faculdade de Direito do Largo São Francisco
Em 1901 realizou a sua obra mais famosa, intitulada Os 30 Valérios, retratando-se num sarau, onde seu rosto parece nas 30 personagens da composição (músicos, garçons, quadros, expectadores).
Em 1905, realizou a primeira experiência em tomadas panorâmicas: um painel de 12 metros de comprimento. A segunda panorâmica, um painel de 360 graus, foi uma encomenda da prefeitura de São Paulo, em 1919, para os festejos do centenário da Independência, em 1922. Vieira teve tino comercial, foi empreendedor e inovador para sua época, porém não se preocupou em organizar e catalogar o seu trabalho, por isso, muito se perdeu.

## Carreira
Em 1887 inaugurou seu primeiro estúdio fotográfico na cidade de Pindamonhangaba, no Vale do Paraíba. Logo após, em 1889, foi viver em Ouro Preto, em Minas Gerais, onde também instaurou um estúdio de fotografia, em que também efetuava a venda de materiais fotográficos. Foi apenas em 1894, quando migrou para capital de São Paulo, é que se instalou definitivamente no número 19 da rua XV de Novembro.
Encontrou na fotografia de retrato o instrumento principal para o desenvolvimento de sua prática artística. Contudo, produziu fotomontagens, fotopinturas; de caráter experimental. Além de panoramas fotográficos de grande formato e cartões postais que capturaram o processo de industrialização da cidade de São Paulo e as paisagens naturais da cidade do Rio de Janeiro.
Em 1903 o fotógrafo foi personagem de artigo da revista The Strand Magazine, volume XXVI, que circulava nos Estados Unidos e Inglaterra, onde Valério é apresentado aos seus leitores como uma das “maravilhas do ocidente”, destacando a obra Os 30 Valérios. 

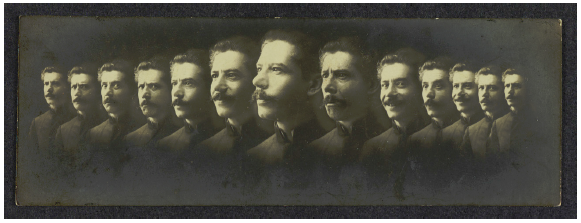
Expressões Faciais em Múltipla Exposição: autorretrato (c.1903), Valério Vieira. Fonte:
Acervo Biblioteca Nacional.

## Obras

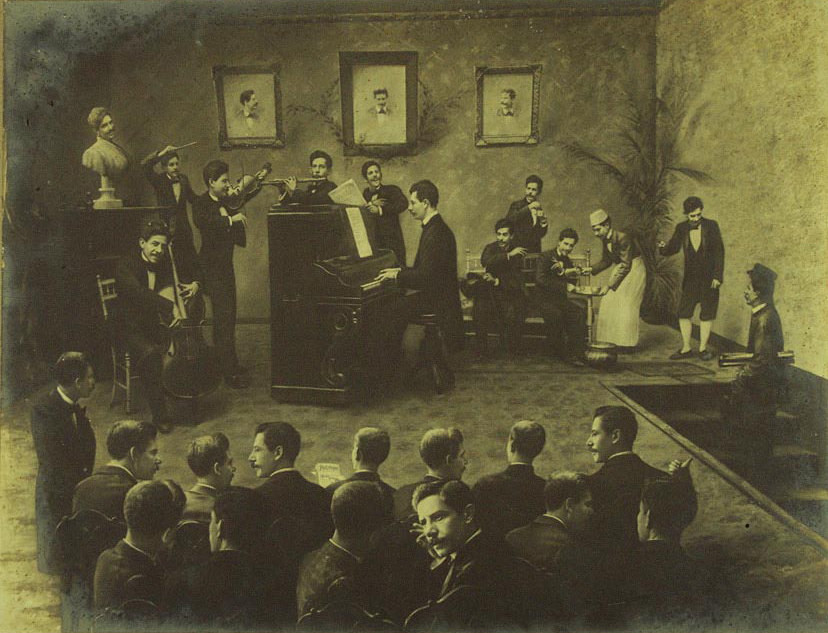
"Os trinta valérios"

- 1891 Vista parcial do pico do Itacolomi, Ouro Preto, Minas Gerais. Acervo: Arquivo Público Mineiro[2]
- 190? Os Trinta Valérios[5]
- 1911 Fazendo Santa Gertrudes, Rio Claro, São Paulo.
- 1911 Praia de Botafogo, Botafogo, Rio de Janeiro
- 1911 Escola do Commercio, São Paulo
- 1911 Escola Nacional de Belas Artes, Centro, Rio de Janeiro
- 1911 Escola Militar, Urca, Rio de Janeiro
- 1922 Panorama da cidade de São Paulo, São Paulo. Acervo: Departamento do Patrimônio Histórico de São Paulo[6]

## Exposição Individual
Em 1905 realizou exposição individual no Salão Progredior, em São Paulo. O convite da mostra foi antecipado e publicado pelo jornal Correio Paulistano, e reuniu 57 obras, entre fotografias e pinturas. Estavam os trabalhos "Panorama da Fazenda Santa Gertrudes", "O Panorama de São Paulo", "Os Trinta Valérios", "Tribunal de Justiça em Secção Solene", entre outras fotografias coloridas.

## Prêmios
Para o Pavilhão do Brasil na Feira Internacional de Turim, Roma, Itália, em 1911, o fotógrafo foi agraciado como pedido de produção de uma série de cartões postais de São Paulo (interior e capital) e, da então capital do país, Rio de Janeiro. Foram reproduzidos cerca de 350.000 cartões.  

Em 1901, realiza a sua obra mais conhecida: "Os trinta valérios". Uma fotomontagem, em que ele se retrata, participando de um sarau, em todos os personagens, inclusive os bustos e quadros pendurados. Essa obra foi premiada com a medalha de prata na St. Louis Purchase Exposition, em Saint Louis, nos Estados Unidos, em 1904.